# Ideoblothrus pugil
Ideoblothrus pugil är en spindeldjursart som först beskrevs av Beier 1964.  Ideoblothrus pugil ingår i släktet Ideoblothrus och familjen spinnklokrypare.

## Underarter
Arten delas in i följande underarter:
- I. p. pugil
- I. p. robustus